# Nonyma leleupi
Nonyma leleupi là một loài bọ cánh cứng trong họ Cerambycidae.